# Brian Kobilka
Brian Kobilka est un universitaire américain catholique né le 30 mai 1955 à Little Falls dans le Minnesota aux États-Unis. Il est co-lauréat du prix Nobel de chimie 2012 avec Robert Lefkowitz pour son travail sur les récepteurs couplés aux protéines G.

## Carrière
Il a étudié à l'université du Minnesota puis à l'université Yale, avant d'enseigner à l'université Stanford.